# Georg Bonsack
Georg Bonsack, auch Georgius Bohnensack (* 1524 in Hannover; † 24. Juni 1589 in Bardowick) war ein deutscher lutherischer Theologe und Generalsuperintendent der Generaldiözese Lüneburg-Celle.

## Leben
Bonsack war 1554 Propst in Lüchow und wurde 1570 – zunächst gegen seinen Willen – durch Herzog Wilhelm den Jüngeren als Erster Pastor an der Stadtkirche St. Marien und Generalsuperintendent nach Celle berufen. 1577 unterschrieb er die Konkordienformel. Da er vom Herzog des Kryptocalvinismus verdächtigt wurde, wurde er 1583 als Superintendent nach Bardowick versetzt.